# Polistes synoecoides
Polistes synoecoides är en getingart som beskrevs av Adolpho Ducke 1908. Polistes synoecoides ingår i släktet pappersgetingar, och familjen getingar. Inga underarter finns listade i Catalogue of Life.